# Conserje en condominio
Conserje en condominio, també anomenada Conserje para todo, és una pel·lícula de comèdia mexicana de 1974 dirigida per Miguel M. Delgado i protagonitzada per Cantinflas, Clàudia Islas i Raquel Olmedo. Està doblada al català.

## Argument
Després de llegir un anunci en un diari, Úrsulo agafa una feina com a conserge d'un luxós edifici d'apartaments habitat per gent excèntrica.

## Repartiment
- Cantinflas com Úrsulo.
- Claudia Islas com Jackie.
- Raquel Olmedo com Clodomira
- Chucho Salinas com Licenciado Silverio Rojas «Rojitas»
- Carlos Riquelme com administrador González
- Bertha Moss com Doña Cándida «Candy»
- Eugenia Avendaño com Señora Margo

## Recepció
El professor Jeffrey M. Pilcher, en Cantinflas and the Chaos of Mexican Modernity, va veure la presència de hippies en la pel·lícula i el personatge de Cantinflas que xocava amb ells com a «part d'una lluita per representar la identitat nacional de Mèxic», amb el personatge de Cantinflas representant al «pelat de la dècada de 1930». Tant Carlos Monsiváis a  Los ídolos a nado com Joanne Hershfield i David R. Maciel a Mexico's Cinema: A Century of Film and Filmmakers  la van considerar una de les pel·lícules més «tristes i patètiques» de Cantinflas, al costat de El ministro y yo (1976).